# Park masculin aux Jeux olympiques d'été de 2020
Cet article traite de l'épreuve masculine. Pour la compétition féminine, voir Park féminin aux Jeux olympiques d'été de 2020.
Pour des articles plus généraux, voir Jeux olympiques d'été de 2020 et Skateboard aux Jeux olympiques.
Navigation
Paris 2024
L'épreuve masculine de park en skateboard aux Jeux olympiques d'été de 2020 à Tokyo a lieu le 5 août 2021, au Parc de sports urbains d'Ariake.

## Médaillés
| Or            | Argent       | Bronze      |
| Keegan Palmer | Pedro Barros | Cory Juneau |

## Format de la compétition
Les skateurs disputent un tour de qualification à l'issue duquel les 8 meilleurs se qualifient pour la finale.
Ils effectuent chacun 3 runs et seul le meilleur score est retenu.

## Programme
L'épreuve masculine de park se déroule sur une journée selon le programme suivant :
Tous les horaires correspondent à l'UTC+9
| Date              | Horaire | Manche         |
| ----------------- | ------- | -------------- |
| Jeudi 5 août 2021 | 09 h 00 | Qualifications |
| Jeudi 5 août 2021 | 19 h 25 | Finale         |

## Résultats

### Qualifications
Les huit premiers se qualifient pour la finale.
| Rang | Série | Skateur            | Nation         | Run   | Run   | Run   | Notes |
| Rang | Série | Skateur            | Nation         | 1     | 2     | 3     | Notes |
| ---- | ----- | ------------------ | -------------- | ----- | ----- | ----- | ----- |
| 1    | 3     | Luiz Francisco     | Brésil         | 81.50 | 84.31 | 12.74 | Q     |
| 2    | 3     | Kieran Woolley     | Australie      | 82.69 | 14.48 | 70.04 | Q     |
| 3    | 2     | Pedro Quintas      | Brésil         | 59.55 | 6.47  | 79.02 | Q     |
| 4    | 4     | Pedro Barros       | Brésil         | 73.00 | 77.14 | 18.56 | Q     |
| 5    | 4     | Keegan Palmer      | Australie      | 64.04 | 77.00 | 13.17 | Q     |
| 6    | 3     | Steven Piñeiro     | Porto Rico     | 64.11 | 68.14 | 76.20 | Q     |
| 7    | 3     | Vincent Matheron   | France         | 70.04 | 74.07 | 67.96 | Q     |
| 8    | 4     | Cory Juneau        | États-Unis     | 71.08 | 37.56 | 73.00 | Q     |
| 9    | 2     | Danny León         | Espagne        | 52.40 | 72.24 | 23.35 |       |
| 10   | 2     | Jaime Mateu        | Espagne        | 54.66 | 48.51 | 69.18 |       |
| 11   | 1     | Zion Wright        | États-Unis     | 67.21 | 53.87 | 8.35  |       |
| 12   | 2     | Alessandro Mazzara | Italie         | 7.78  | 65.25 | 24.58 |       |
| 13   | 1     | Heimana Reynolds   | États-Unis     | 42.37 | 44.29 | 63.09 |       |
| 14   | 4     | Ayumu Hirano       | Japon          | 58.84 | 62.03 | 38.72 |       |
| 15   | 2     | Tyler Edtmayer     | Allemagne      | 58.33 | 51.61 | 61.78 |       |
| 16   | 1     | Andy Anderson      | Canada         | 35.57 | 58.50 | 60.78 |       |
| 17   | 4     | Oskar Rozenberg    | Suède          | 3.83  | 28.20 | 56.66 |       |
| 18   | 1     | Ivan Federico      | Italie         | 5.07  | 46.90 | 5.08  |       |
| 19   | 1     | Rune Glifberg      | Danemark       | 6.24  | 37.61 | 6.11  |       |
| 20   | 3     | Dallas Oberholzer  | Afrique du Sud | 21.68 | 24.08 | 18.21 |       |

### Finale
Keegan Palmer remporte l'épreuve du park masculin.
| Rang | Skateur          | Nation     | Run   | Run   | Run   | Notes |
| Rang | Skateur          | Nation     | 1     | 2     | 3     | Notes |
| ---- | ---------------- | ---------- | ----- | ----- | ----- | ----- |
| 1    | Keegan Palmer    | Australie  | 94.04 | 5.86  | 95.83 |       |
| 2    | Pedro Barros     | Brésil     | 86.14 | 73.50 | 22.99 |       |
| 3    | Cory Juneau      | États-Unis | 82.15 | 84.13 | 7.00  |       |
| 4    | Luiz Francisco   | Brésil     | 80.24 | 80.62 | 83.14 |       |
| 5    | Kieran Woolley   | Australie  | 17.03 | 82.04 | 2.17  |       |
| 6    | Steven Piñeiro   | Porto Rico | 5.20  | 75.17 | 74.53 |       |
| 7    | Vincent Matheron | France     | 27.81 | 27.41 | 42.33 |       |
| 8    | Pedro Quintas    | Brésil     | 4.35  | 35.54 | 38.47 |       |